# Ткачик кенійський
Тка́чик кенійський (Ploceus golandi) — вид горобцеподібних птахів ткачикових (Ploceidae). Ендемік Кенії.

## Опис
Довжина птаха становить 113-14 см, самці важать 23-27 г, самиці 21-25 г. У самців під час сезону розмноження голова, горло, верхня частина грудей і спина чорні, спина поцяткована жовтими плямками. Нижня частина тіла жовта, хвіст темно-оливково-зелений. Очі карі, дзьоб чорний. У самиць верхня частина тіла оливково-зелена, поцяткована чорними смугами, верхні покривні пера крил чорно-жовті. Навколо очей жовті плями, горло і нижня частина тіла жовті. Дзьоб сірий. Забарвлення молодих птахів подібне до забарвлення самиць, однак дещо блідіше.

## Поширення і екологія
Кенійські ткачики мешкають на південному сході Кенії, в окрузі Кіліфі. Вони живуть в сухих тропічних лісах і саванах міомбо, в заростях Brachystegia. Зустрічаються зграйками до 30 птахів, іноді приєднуються до змішаних зграй птахів розом з багадаїсами. Живляться переважно комахами, а також плодами, зокрема омелою. Шукають їжу на деревах, на висоті до 30 м над землею. Гніздяться колоніями.

## Збереження
МСОП класифікує цей вид як такий, що перебуває під загрозою зникнення. За оцінками дослідників, популяція кенійських ткачиків становить від 3 до 6 тисяч птахів. Їм загрожує знищення природного середовища.